# Vladimir Konstantinovič Kokkinaki
Vladimir Konstantinovič Kokkinaki (rusko Владимир Константинович Коккинаки, ruski testni pilot in general grškega rodu, * 12./25. junij 1904, † 6. januar 1985.
Velja za najbolj slavnega testnega pilota Sovjetske zveze, saj je postavil 22 svetovnih rekordov in bil predsednik Fédération Aéronautique Internationale.

## Življenje
Rodil se je v družino grškega porekla. Tudi njegov mlajši brat, Konstantin (1910-90), je bil testni pilot. 
Leta 1921 je končal osnovno šolo; pozneje je delal v vinogradih in pristanišču.
Leta 1925 je vstopil v Rdečo armado; do julija 1927 je služil v pehoti. Takrat je vstopil v leningrajsko vojaško-teoretično šolo Rdečega vojnega letalstva, kjer je diplomiral že naslednje leto. Pozneje je vstopil v pilotno šolo v Borisoglebsku, katero je zaključil leta 1930. Sprva je služil v 11. lovskem polku, nato pa je bil aprila 1931 poslan nazaj na leningrajsko šolo, kjer je postal inštruktor.
V letih 1932-35 je bil testni pilot za vojno letalstvo; kot prvo je testiral jurišnik Kočerigin-Gurevič TŠ-3.. Potem je bil premeščen v Konstruktorski biro Iljušin (OKB), kjer je bil glavni testni pilot vse do leta 1964. Kot tak je prvi testiral vsa nova letala biroja OKB. 
Leta 1938 je postal član KP SZ in leta 1943 je postal generalmajor vojnega letalstva. Med drugo svetovno vojno je bil vodja Glavnega inšpektorata Ljudskega komisariata za letalsko industrijo in kot vodja testne službe v letih 1943-47. Januarja 1966 se je upokojil iz aktivne vojaške službe, a je ostal pri Iljušinu kot nadzornik testnih poletov; njegov zadnji projekt je bil Iljušin Il-62.
Leta 1961 je postal podpredsednik in leta 1966 predsednik FAI; na položaju je ostal do leta 1967, nakar pa je postal častni predsednik te organizacije. V 60. letih 20. stoletja je bil tudi vodja Letalske športne federacije Sovjetske zveze.
Pokopan je na moskovskem pokopališču Novodeviči skupaj z ženo Valentino.

## Odlikovanja in nagrade
- heroj Sovjetske zveze (1938, 1957)
- red Lenina (1936, 1938, 1939, 1945, 1951, 1984)
- red oktobrske revolucije (1974)
- red rdeče zastave (1944, 1945, 1957)
- red domovinske vojne (1944, 1947)
- red rdeče zvezde (1939, 1941, 1944, 1969)
- zaslužni testni pilot Sovjetske zveze (1959)
- zaslužni mojster športa Sovjetske zveze (1959)
- Leninova nagrada (1960)[3]

Po njem so poimenovali tudi cesto v Moskvi in tankersko ladjo. V domačem mestu so mu postavili bronasti doprsni spomenik.